# بهاء سلطان
بهاء سلطان (1 أكتوبر 1972 -)، مغني مصري.

## حياته ومشواره المهني
ولد بمنطقة حدائق القبة في القاهرة، التحق بالشعبة العلمية في مرحلة الثانوية العامة، وحصل على بكالوريوس من كلية التربية الموسيقية التقى بالفنان مصطفى كامل وأُعجب بصوته ووجد فيه مشروع نجم غنائي، فعرّفه على المنتج نصر محروس وسرعان ما اقتنع بموهبته  انطلاقته الأولى من خلال ألبوم فري مكس 1 بأغنية أحلف من كلمات مصطفى كامل عام 1998 تلته أغنية بيننا من ألبوم فري مكس 2 عام 2000 تلته إصدارات عديدة واحتل في عام 2011 المركز الأول بين المطربين المصريين الأكثر بحثًا على محرك البحث «جوجل» وتعاون مع كبار الشعراء مثل: مصطفى كامل، بهاء الدين محمد، مجدي النجار، نادر عبد الله، مصطفى مرسي، ، خالد الشيباني، هاني عبد الكريم؛ محمد عاطف، وكبار الملحنين: مثل حسن أبو السعود، رياض الهمشري، حسين محمود؛ وليد سعد، محمد رحيم، وائل عقيد، أحمد محي.
غاب عن الساحة الغنائية لمدة تسعة سنوات أثر خلافات مع المنتج نصر محروس وفي ديسمبر 2021 تمت المصالحة بينهما وعادا للتعاون من جديد من خلال ألبوم سيجارةفي أوبريل طرح ألبوما غنائيا بعنوان "رسيني" من إنتاج شركة روتانا للصوتيات يتضمن خمسة أغاني 

### حياته الأسرية
تزوج في نوفمبر عام 2013 من خارج الوسط الفني وزوجته جيرمين مجدي تصغره بخمسة عشر عاما ورزق بإبنتيه التوأم كاندي وكادي في يناير 2015 في أكتوبر 2023 رزقت بابنتها "أريا" 

## أعماله

### الألبومات الرسمية
- 1999: ياللي ماشي
- 2001: 3 دقايق
- 2003: قوم اقف
- 2006: كان زمان
- 2011: ومالنا
- 2014: بدعي يا رب
- 2021: سيجارة
- 2025: رسيني

### فيديو كليبات
| الأغنية                                            | المنتج          | المخرج       |
| -------------------------------------------------- | --------------- | ------------ |
| يا ترى                                             | شركة فري ميوزيك | نصر محروس    |
| قوم اقف بمشاركة تامر حسني                          | شركة فري ميوزيك | نصر محروس    |
| علي بيحصلي                                         | شركة فري ميوزيك | نصر محروس    |
| اللي في عيني فعينك بمشاركة سومة                    | شركة فري ميوزيك | نصر محروس    |
| كان زمان                                           | شركة فري ميوزيك | نصر محروس    |
| الواد قلبه بيوجعه                                  | شركة فري ميوزيك | نصر محروس    |
| ومالنا                                             | شركة فري ميوزيك | نصر محروس    |
| تعالى                                              | شركة فري ميوزيك | نصر محروس    |
| إنزل بمشاركة توبا                                  | شركة فري ميوزيك | نصر محروس    |
| فينا نغير بمشاركة مايا دياب                        | كوكا كولا       | إميل سليلاتي |
| أنت استثنائي (النسخة الاصلية)بمشاركة محمود العسيلي | بنك مصر         | هشام فتحي    |
| تعالى أدلعك                                        | شركة فري ميوزيك | نصر محروس    |
| ندراً علي                                           | روتانا          | ياسين حسن    |
| دادينا                                             | روتانا          | كمبا         |
| مارتحناش                                           | روتانا          | كمبا         |

### الأغاني المنفردة
- قلبي ياربي
- أنا مش معاهم
- يعني اللي في عيني في عينك
- وبناقص حياتي معاك
- انتي الغالية يابلادي
- عيونك (لصالح الحملة القومية لرعاية أمراض العيون)
- ديلوقتي عجبناكو
- الجو ولع
- قلب أسود
- ندراً علي
- شكر خاص
- دادينا

### أغاني الأعمال الدرامية
- 2006: سوق الخضار (مسلسل)
- 2007 أنا مش معاهم (فيلم)
- 2011: دوران شبرا (مسلسل)
- 2012: خرم إبره (مسلسل)
- 2013: مزاج الخير (مسلسل)
- 2016: الكيف (مسلسل)
- 2018: فوق السحاب (مسلسل)
- 2019: ولد الغلابة (مسلسل)
- 2022: تحت تهديد السلاح (فيلم)
- 2023: المطاريد (فيلم)
- 2025: ولاد الشمس (مسلسل)

## وصلات خارجية
- بهاء سلطان على موقع IMDb (الإنجليزية)
- بهاء سلطان على موقع الدهليز
- بهاء سلطان على موقع قاعدة بيانات الأفلام العربية
- بهاء سلطان على موقع ميوزك برينز (الإنجليزية)
- بهاء سلطان على موقع أول ميوزيك (الإنجليزية)
- بهاء سلطان على موقع ديسكوغز (الإنجليزية)